# Pashupatinath
Pashupatinath je jedan je od najvažnijih hinduističkih hramova i jedan od najvećih svetišta Šive na indijskom poluotoku. Nalazi se 5 km sjevero-istočno od središta Katmandua, a sastoji se od niza hramova, ašrama, slika i natpisa koje su tijekom stoljeća podignuti uz obale svete rijeke Bagmati.
Prema predaji, Pashupatinath je najstariji hram u Katmanduu i mjesto gdje je bog Šiva postao Pashupati, tj. "Gospodar životinja". Glavni Vaishnava hram je obnovljen u 17. stoljeću za vrijeme kralja Bhupalendra Malla, a od starijih dijelova sačuvani su hramovi Guhyeshwari (11. st.), Ram (14. st.). Posljednjih 350 godina u njemu služe svećenici brahmanisti iz južne Indije (Karnataka), dok glavni svećenik (Mool Bhatt) odgovara izravno kralju Nepala kojemu daje redovita izvješća.
Sama građevina je nepalska pagoda četvrtaste osnove s prekrasnim drvenim rogovima na kojima počiva svaki kat. Donja dva kata su ukrašena bakrenim ukrasima, dok su četvera vrata prekrivena srebrnima. Na vrhu se nalazi zlatna prečka (gajur) koja simbolizira vjersku misao. Zapadna vrata imaju veliku skulpturu bika, jedno od utjelovljena boga Šive (nandi), od crnog kamena visine oko 2 m.
U hram mogu ući samo hinduisti, dok se ostali moraju zadovoljiti pogledom s druge strane rijeke Bagmati.
- Pogled preko rijeke Bagmati
- Most prema hramu
- Ulaz u hram
- Šivini lingami
- Kremacija na obali rijeke

## Vanjske poveznice
- Video obilazak Pashupatinatha
- Virtualni obilazak hrama
- Povijest Pashupatinatha (engl.)